# Anna Monaro
Anna Monaro (znana kot »Svetleča Pirančanka«), * 1892, Koper, † ?, Piran.
Poročena je bila s piranskim ribičem, s katerim sta živela sta v bližini cerkve sv. Štefana in imela dvanajst otrok. Bila je drobne postave in imela težave z astmo. Ob poslabšanju so jo leta 8. marca 1934 sprejeli v piransko bolnišnico, kjer naj bi iz njenega telesa ponoči sevala modrikasto bela svetloba, kar naj bi trajalo do 19. marca. Njen primer so prevzeli italijanski specialisti in dr. Giocondo Protti je kot možni razlog pojava navedel bioluminiscenco. Njen mož je nasprotoval odhodu na preiskave v ZDA, zato so jo mesec in pol preučevali različni strokovnjaki na kliniki v Rimu, tudi fizik in Nobelov nagrajenec Enrico Fermi. Svetloba se ni več pojavila, vseeno so o primeru pripravili obširno poročilo, ki kot mogoče razloge za pojav navaja luminiscenčne bakterije, elektromagnetno sevanje ali povečanje žvepla telesu. Zgodba je prišla tudi v vodilne evropske medije, londonska The Times in The Illustrated London News, rimsko La Tribuno in na naslovnico milanskega L’Illustrazione.